# Kuba i panamerikanska spelen
Kuba i panamerikanska spelen styrs av Kubas Olympiska Kommitté i de panamerikanska spelen. Nationen deltog första gången i de panamerikanska spelen 1951 i Buenos Aires.
De kubanska idrottarna har vunnit 1929 medaljer, varav 839 guldmedaljer.